# 美国漫画书
美国漫画书（英語：American comic book）在美国最初是一种薄版期刊出版物。其页码大约为32页，内容主要为漫画。这种版式起源于1933年，但是美国漫画书开始变得受欢迎却要等到1938年《动作漫画》的出版；在这本杂志上，超级英雄超人首次亮相。伺候便引发了美国漫画界的超级英雄潮，而这股潮流一直延续到第二次世界大战之后。战后漫画业取得迅速发展，而当超级英雄题材被边缘化之后，恐怖、犯罪、科幻、浪漫等题材的漫画开始取得长足进步。但是从1950年代开始，美国的漫画业开始呈现萧条景象。这是由于电视的出现导致平面媒体的衰落，以及漫画准则管理局的影响。1950年代末到1960年代，超级英雄题材漫画开始复苏；该题材从20世纪后期到21世纪为美国漫画的主流题材。
一些爱好者会搜集漫画书，以帮助提高其价值。某些漫画书的售价已经超过100万美元。而漫画店为了迎合爱好者的需求，在出售漫画书的时候会加上塑料套（袋）或纸衬板来保护漫画。
美国漫画书也被称为松软漫画。与传统书籍不同，美国漫画书通常很薄且排版紧密。美国漫画书是全球三大漫画书流派之一，与日本漫画及法比漫画并列。

## 图书版式
美国漫画书的范式尺寸及页码在过去的几十年有着许多变化，但整体趋势是朝着更小的尺寸和更少的页码发展。
历史上，美国漫画书的印刷尺寸相当于将一张四分之一英制纸15乘11英寸（380乘280）进行对折，因此每页尺寸为71⁄2乘11英寸（190乘280），同时可以打印4面。因此，通常美国漫画书的页码数是4的倍数。
近几十年来，美国漫画书的范式尺寸多为65⁄8乘101⁄4英寸（170乘260），而页数多为32页。

## 创作团队
尽管漫画可以是由某个创作者独立完成的作品，但现代漫画创作则大部分还是以分工协作的团队为主。可能一部作品是由负责剧情的作家和负责绘制的漫画家联合创作，同时可能还会有专门塑造角色和绘制背景的画家参与其中。
特别是在超级英雄题材漫画里，一部作品可能是由如下工种共同完成。
- 作家：负责漫画里角色对话的撰稿；有时也会负责整体故事剧情的创作。
- 线稿师（英语：Penciller）（通常也被称为“漫画家”）：负责画稿的分镜头排版及分镜头内容的绘制。不过有时分镜头排版会交由另外的专门画师负责；同时在漫威漫画里，他也会和作家联合负责故事剧情的撰写。
- 墨稿师（英语：Inker）：负责墨线稿的创作，这是为机器印刷创作漫画作品的最终定稿[5]。
- 上色师（英语：Colorist）：负责为画稿上色。不过这个工作通常是为CMYK印刷准备青色、洋红色、黄色和黑色的配色比，而不是真的将颜色添加到底稿上[6]。
- 字幕师（英语：Letterer）：根据作者的脚本为漫画稿添加说明文字和对话气泡内容[7]。

一部美国漫画书的诞生过程通常始于作家，可以是一个作家也可以是多个作家合作，甚至还可以是作家与漫画家跨界合作。由作家或作家团队提出一个故事的想法或概念，然后整理成故事情节和故事线，最后完成漫画脚本。当画稿定稿之后，对白及说明性文字将从脚本撰写到画稿上。虽然在漫画被印刷之前都可以由编辑决定是否需要修改；但在实际执行中，一旦作品确定准备印刷，那么再进行重大修改都是困难且成本高昂的。
包括作家和漫画家组成的创作团队通常是为漫画书出版商工作，而出版商的职责在市场营销、广告推广及其他物流之类的工作。而像钻石漫画发行这样的分销商则负责将印刷出来的漫画书分发给零售商。
一部成功的漫画还需要保持和读者或爱好者之间的互动。在21世纪初出现大量网络论坛之前，漫画书背面通常会印上同人图和读者来信。

## 独立漫画
从1970年代中期开始，随着漫画专卖书店的增长，这个趋势帮助推动了好几波独立漫画的出版浪潮。在一些早期案例中，这些漫画出版物被称之为“独立漫画”或“非主流漫画”。其呈现的形式只要有两种：第一种类似于《大苹果漫画系列》，延续的是早期地下漫画的传统；第二种则类似于《星限系列》，这一形式更像是主流漫画社的分支，通常为漫画家拥有的较小漫画事业或单独漫画家的作品。
这种所谓的“小出版”场景（由于这种出版形式每次印刷出版的漫画数量有限）得到了持续增长并呈现多样化趋势。到了1990年代，很多小型出版商开始将其漫画出版格式和发行形式变得更加非常规漫画出版化。“微漫画”是一种更加非常规漫画形式的个人出版方式，出现在1980年代，而在1990年代得到了更多艺术家们的喜爱，尽管这种出版方式比小出版的受众更为有限。

## 发展历史

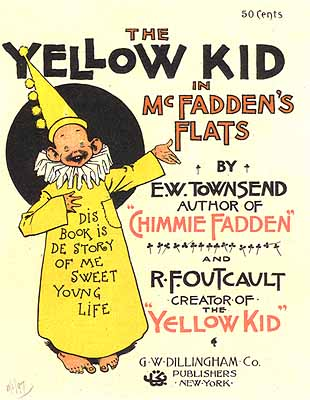
《麦克法登公寓的黄孩子》
（1897年出版）

### 原始时期
美国漫画书的发展是分阶段进行的。早在1842年就有图书出版商以精装本的形式将连环漫画搜集并整合出版。《欧巴迪亚·奥尔德巴克历险记》就是英语报纸插图的合集，这部作品原本出版于欧洲，原名《木头先生的故事》，由鲁道夫·拓普佛创作。

### 出典
1. ↑  Randy Duncan; Matthew J. Smith.  插图版(再版). A&C Black. 2009: 40  [2020-04-26]. ISBN 9780826429360. （原始内容存档于2020-11-11）.
2. ↑  Allyson A. W. Lyga; Barry Lyga.  插图注释版. Libraries Unlimited. 2004: 164  [2020-04-26]. ISBN 9781591581420. （原始内容存档于2020-11-11）.
3. ↑  Robert O'Nale 2010，第384頁.
4. ↑  Jason Tondro 2011，第51頁.
5. ↑  Don Markstein 2010; Allyson A. W. Lyga & Barry Lyga 2004，第161頁; Stan Lee 1978，第145頁.
6. ↑  Randy Duncan & Matthew J Smith 2009，第315頁.
7. ↑  Allyson A. W. Lyga & Barry Lyga 2004，第163頁.
8. ↑  Devin Larson. . MakingComics.com.   [2020-04-27]. （原始内容存档于2021-02-27）.

### 文献
- Don Markstein. . Don Markstein's Toonopedia（英语：Don Markstein's Toonopedia）. 2010  [2020-04-27]. （原始内容存档于2009-10-16）.

- Randy Duncan; Matthew J Smith. . A&C Black. 2009-07-01  [2020-04-27]. ISBN 9780826429360. （原始内容存档于2020-11-11）.

- Jean-Paul Gabilliet. . (译)Bart Beaty; (译)Nick Nguyen. University Press of Mississippi. 2010  [2020-04-27]. ISBN 9781604732672. （原始内容存档于2013-06-20）.

- Robert O'Nale. . M. Keith Booker  (编). . ABC-CLIO（英语：ABC-CLIO）. 2010: 378–387  [2020-04-27]. ISBN 9780313357473. （原始内容存档于2021-04-15）.

- Ron Goulart. . Mallard Press. 1991  [2020-04-27]. ISBN 9780792454502. （原始内容存档于2020-11-11）.

- Jason Tondro. . McFarland. 2011  [2020-04-27]. ISBN 9780786488766. （原始内容存档于2015-09-27）.

- Allyson A. W. Lyga; Barry Lyga（英语：Barry Lyga）. . Libraries Unlimited. 2004  [2020-04-27]. ISBN 9781591581420. （原始内容存档于2020-11-11）.

- Stan Lee. . Simon & Schuster. 1978. ISBN 9780671530778.

## 延伸阅读
- Richard A. Lupoff. Don Thompson , 编. . Krause. 1997  [2020-04-27]. ISBN 9780873414982. （原始内容存档于2020-11-11）.

- Joe Simon; Jim Simon. . Vanguard Productions. 2003  [2020-04-27]. ISBN 9781887591348. （原始内容存档于2020-11-11）.

- Les Daniels; Jenette Kahn. . Little, Brown. 1995  [2020-04-27]. ISBN 9780821220764. （原始内容存档于2020-11-11）.

- Jules Feiffer. . Fantagraphics Books. 2003  [2020-04-27]. ISBN 9781560975014. （原始内容存档于2022-05-06）.

- Les Daniels. . Virgin. 1993  [2020-04-27]. ISBN 9780863697470. （原始内容存档于2020-11-11）.

- Mike Benton. . Taylor Pub. 1994  [2020-04-27]. ISBN 9780878338597. （原始内容存档于2020-11-11）.

- Robert M. Overstreet. . House of Collectibles/Gemstone. 2007  [2020-04-27]. ISBN 9780375722356. （原始内容存档于2020-11-11）.

- James Steranko. . Supergraphics. 1972  [2020-04-27]. （原始内容存档于2020-11-11）.

- Greg Garrett. . Westminster John Knox Press. 2008  [2020-04-27]. ISBN 9780664236595. （原始内容存档于2020-11-11）.

- Jeff William. . Journal of Criminal Justice and Popular Culture. 1994-12-15, 2 (6): 128–161  [2020-04-27]. ISSN 1070-8286. （原始内容存档于2000-11-21）.